# Ora Namir
Ora Namir (Hadera, 1 de septiembre de 1930-Tel Aviv, 7 de julio de 2019) fue una política y embajadora israelí, cargo que desempeñó en China y Mongolia.

## Vida
Prestó servicio militar.

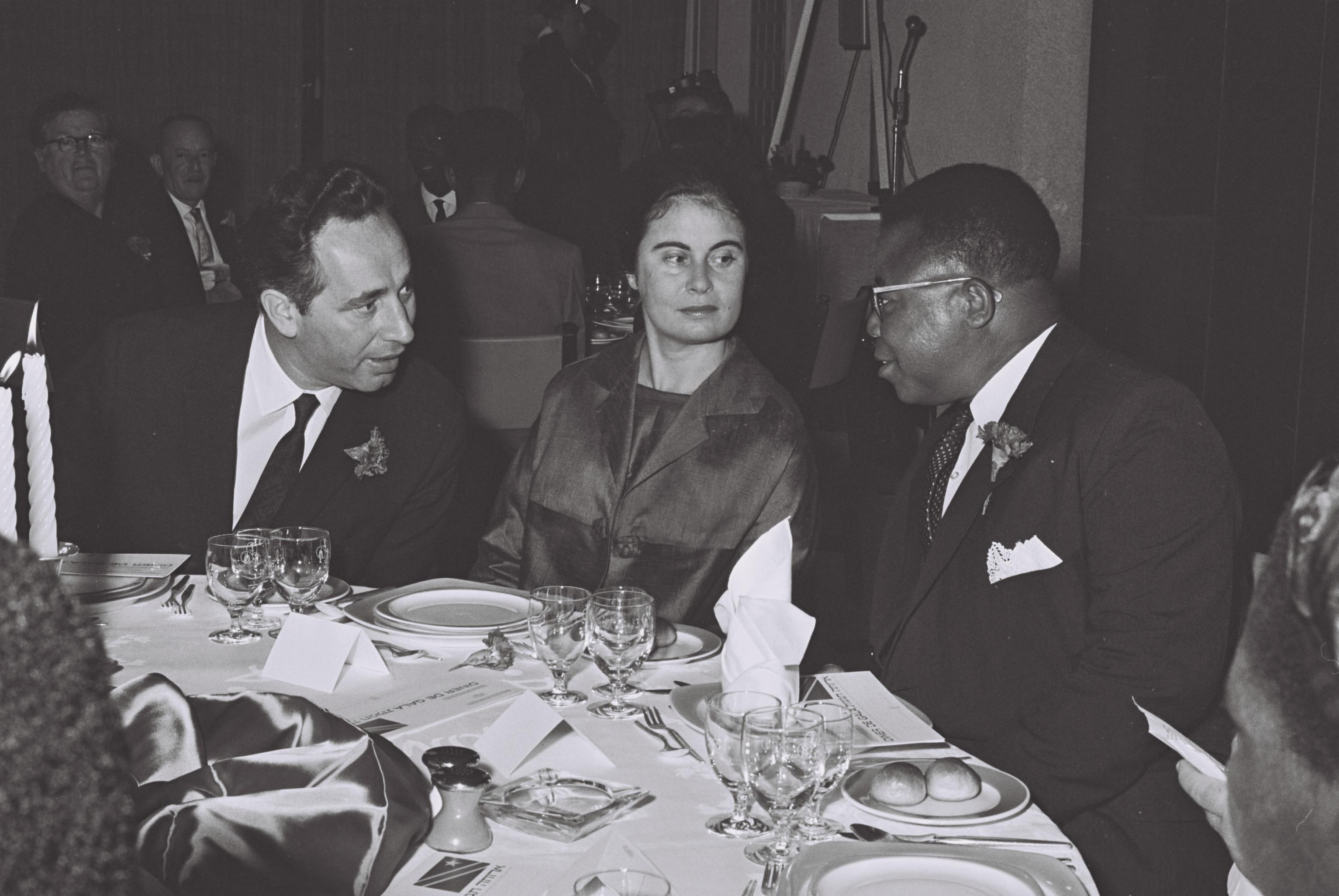
Ora Namir entre Shimon Peres (izquierda) y Kasa Vubu (derecha)

Contrajo matrimonio con Mordejai Namir, un político que fungió como alcalde de Tel Aviv y ministro del Trabajo, que era 33 años mayor que ella.

## Fallecimiento
Ora Namir falleció el 7 de julio de 2019 a los 88 años, en su hogar de Tel Aviv.